# Občutljivost na vreme
Na organizem nenehno delujejo dražljaji iz okolja, predvsem iz ozračja. Vremensko neobčutljivi ljudje so tem dražljajem kos, bolniki pa se odzivajo z intenzivno spremembo počutja. Pojavijo se različni bolezenski simptomi, npr. motnje spanja, glavoboli, razdražljivost, motnje s koncentracijo - vse to lahko označimo za občutljivostno odzivanje na vreme.
Poznamo pa tudi bolezenske pojave, na katere vpliva vreme, izražajo pa se v lokaliziranih bolečinah, ki sicer niso odvisne od splošnega počutja. Sem spadajo revmatične bolečine, bolečine po poškodbah in fantomske bolečine po amputaciji dela telesa. Ker so te bolečine neodvisne od zdravstvenega stanja in počutja, so pojav poimenovali vremenska bolečina.

## Zgodovina biometeorologije
Z izrazom vremenska občutljivost označujemo dovzetnost, da se človek odziva na vremenske pojave s spremembami v duševnem in/ali telesnem počutju in storilnosti. Prve dokaze o teh težavah najdemo že pri Babiloncih 4000 let nazaj, o tem govori tudi Jobova knjiga Stare zaveze. Že Hipokrat se je zavedal vremenske občutljivosti-ko je veter prinesel tropski zrak je bilo več alergij in vnetij, ob polarnih zračnih gmotah pa so se pogosteje pojavljali krči. Aristotel pa je pojasnjeval vremenske pojave s pomočjo štirih osnovnih elementov, ki naj bi sestavljali vesolje: zrak, zemlja, ogenj in voda. Verjeli so, da bolezen povzročajo motnje v ravnotežju življenjskih tekočin v telesu, ki bi morale biti v ravnovesju z elementi v vesolju. To prepričanje jih je vodilo v iskanje zveze med vremenom in počutjem.
Galen, rimski zdravnik, je pljučnim bolnikom priporočal bivanje v gorskem ali puščavskem podnebju-suh zrak.  V srednjem veku so dotedanje medicinsko-meteorološko znanje ohranjali le menihi.
Prve eksaktne znanstvene študije s področja vremenske občutljivosti pripisujejo Gerhardu van Swietnu , zdravniku cesarice Marije Terezije. Sredi devetnajstega stoletja so v Prusiji že vpeljali uradno opazovanje vremena in poročila so se morala posredovati okrožnim zdravnikom.  Napotki ministrstva, kako je treba o vremenu poročati, so izrecno opozarjali na povezavo med vremenom in počutjem. 
Obširnejše raziskovanje vzrokov vremenskih in podnebnih vplivov na človeka se je zares začelo šele v 20. stoletju. Številne raziskave dokazujejo povezavo med vremenom in fiziologijo telesa.
V sosednji Avstriji na primer imajo kar nekaj biovremenskih posvetovalnic, na Slovenskem pa se biometeorološko svetovanje omejuje na splošne nasvete, ki spremljajo redne meteorološke napovedi. Posvetovalnic ali ambulant, v katerih bi s pomočjo testov vsakdo lahko preveril, ali je vremensko občutljiv pa še nimamo.

## Vremenski vplivi na človeški organizem

### Učinki hitrih vremenskih sprememb
Vsak človek je pod nenehnim vplivom vremenskih sprememb in ozračja, ki ga obdaja in temu vplivu se nikoli ne more popolnoma izogniti. Del okolja, ki vpliva na ljudi imenujemo biosfera, ki deluje na človeka in njegove funkcije s celim sklopom dejavnikov. Te dejavnike razdelimo v štiri skupine:
- Specifično delovanje sončnega žarčenja
- Toplotni dejavniki
- Zračno-kemijski dejavniki
- Zračno-električni dejavniki

#### Učinek sončnega obsevanja – fotoaktinični učinek
Delovanje sončnih žarkov specifično vpliva na dogajanje v koži, v ožilju, na sestavo krvi, dihanje in na živčni sistem. 
Na zemeljskem površju poznamo predvsem 2 tokova, ki imata nasprotno smer: proti zemeljskem površju in stran od zemeljskega površja. Ko sončni žarki potujejo skozi zrak se lomijo in odbijajo, tako da jih do tal prodre le del. Količina odbitega sevanja je odvisna od lastnosti površine (na snežni površini je odboj žarkov zelo velik) in od debeline oblačnega sloja).  
Za človeka pa so pomembni biološki učinki sončnega sevanja:
- V območju vidne svetlobe (380-780 nm) se učinek sončnega sevanja ne izraža le v vidu, ampak posredno deluje tudi na žleze z notranjim izločanjem in vegetativni živčni sistem. Učinkuje tudi psihično in vpliva na posameznikovo razpoloženje.
- Ultravijolični žarki:

- UV-A (315-400nm) povzroča pigmentacijo kože
- UV-B (280-315nm)povzroča pordečitev kože (eritem), opekline, ki vodijo do oteklin in mehurjev, v daljši ekspoziciji pa tudi vpliva na nastanek kožnega raka
- UV-C (100-280nm) lahko vodi do uničenja celic.

Sevanje UV-C ne doseže  biosfere (del okolja, ki vpliva na človeka), ker ga absorbira ozon. Tudi del UV-B sevanja absorbira ozon – vendar različno glede na razporeditev ozonskega plašča v stratosferi (plast atmosfere v višini med 15 in 50 km nad zemeljsko površino, kjer nastaja ozon).
Vpliv sevanja pa je tudi odvisen od posameznika, odvisen je od starosti, rase in spola. Tako so na primer Japonci za svetlobo občutljivi približno tako kot temnolasi Evropejci, črnci pa so približno desetkrat manj občutljivi od belcev.

#### Toplotni učinek
Nastajanje toplote in energije v telesu lahko razdelimo na tri dele:
- Uživanje hrane in njeno oksidacijo v dihalnem ciklu
- Povečano proizvodnjo toplote kot posledico telesne dejavnosti
- Sprejemanje toplote iz okolice

Človek vzdržuje stalno telesno temperaturo, zato se toplota, ki se sprošča v telesu odvaja na več različnih načinov. Najpomembnejši dejavniki, ki vplivajo na odvajanje toplote iz telesa so temperatura in vlažnost zraka in veter. Pogosto govorimo tudi o soparnosti, ki pa je bolj subjektivna zaznava in jo je težko objektivno določiti – po navadi govorimo o soparnosti v območju med 25 in 30 °C  z vlažnostjo od 70 do 90 %.
Ko se temperatura poviša, telo skuša ohraniti stalno telesno temperaturo. To počne predvsem s kožo – s potenjem in skozi kapilare; srčni utrip se namreč poviša, da več tople krvi pride do kože in se telo lahko s tem ohlaja. Ko se temperatura ozračja poviša nad 37 °C, lahko telo toploto izgublja le s potenjem. Princip izgubljanja toplote s potenjem je preprost – da voda izhlapi potrebuje izparilno toploto, ki jo dobi iz telesa. Če je torej zrak suh in vroč, se telo lahko normalno ohlaja. Problem pa pride, kadar je zrak tudi vlažen. Voda namreč lahko tudi kondenzira nazaj v telo. Če je vlažnost ozračja visoka, je hlajenje telesa manjše in se zato telo segreva. To pa lahko povzroči veliko težav.
Izguba vode lahko privede do dehidracije, gostota krvi se poveča, kar obremeni srce, ki težje črpa kri skozi telo – obremeni se torej srce in krvne žile. To je še posebej nevarno pri ljudeh, ki imajo težave s srcem ali žilnimi boleznimi. Raziskave pa so pokazale, da se te težave povečujejo s starostjo – torej isti pogoji bi 40-letnika še močno izčrpali, medtem ko bi 60 letnika zadela srčna kap.

V nasprotju s tem lahko hladen zrak povzroči bolečine v mišicah in sklepih. Leta 2002 so spremljali 151 pacientov v Argentini, ki so imeli osteoartritis ali revmatoidni artritis. Vsi pacienti so poročali o močnejših bolečinah v hladnih dneh. V isti raziskavi so tudi ugotovili, da so se bolečine pojavile zaradi soparnosti in zračnega tlaka. Raziskovalci ne vedo natančno, zakaj vlažnost tako močno vpliva na večjo bolečino v tem primeru. Mraz je po navadi povezan tudi z nižjim zračnim pritiskom. Nizek zračni pritisk pa lahko povzroči, da se tkiva okoli naših sklepov razširijo in pritiskajo na sklepe – bolečina pa se prenese tudi na mišice, ki so v mrazu zožane, bolj občutljive, pa tudi krči so bolj pogosti. Zato je pomembno ogrevanje pred telovadbo in pa raztegovanje po njej – še posebno v mrzlih mesecih. Bolniki, ki pa trpijo za na primer artritisom, imajo že v normalnih pogojih zatečene sklepe, če pa se jim tkiva še dodatno razširijo, to povzroči več pritiska in bolečin kot pri zdravih ljudeh.

#### Zračno-kemični učinek
Zelo pomembna je tudi koncentracija škodljivih snovi v zraku, saj različne primesi v zraku vplivajo na učinke klime. Zračne primesi delimo v dve skupini. Prve so naravne zračne primesi, ki izhajajo iz virov, ki so po zemlji več ali manj enakomerno razdeljeni, na primer prah, morska sol, delci, ki izhajajo iz aktivnih vulkanov... Druga skupina pa so antropogene zračne primesi, ki nastajajo zaradi človeške aktivnosti, zaradi prometa, industrije, elektrarn, domačih kurišč... 
Za človeka je pomembna sestava zraka, delni tlaki posameznih plinov (kisik, ogljikov dioksid), ozonska plast, pa tudi učinek tople grede in onesnaženost zraka.

#### Naelektrenost ozračja
Na tem področju skušajo še opredeliti biološke učinke, dogajanja in stanja. Sem spadajo učinki neviht in pa predvsem elektromagnetnega sevanja, ki prodira tudi v stavbe.

### Učinki spremembe podnebja (klime)
Povezava med človekom in klimo je razgibana in medicinsko pomembna. Nekatere bolnike se zdravi s klimatsko terapijo. Pri tem je pomembno začetno stanje – ko se prvič srečamo z novim klimatskim dražljajem, učinek pa je odvisen tudi od sposobnosti organizma, da se na nove klimatske spremembe odzove.
Telo, ki je na lepem, toplem vremenu dobro pregreto, prenaša močan hladni dražljaj veliko bolje kot prezeblo ali podhlajeno telo. Poleg tega se odvisnost telesa skozi dan spreminja – hitreje se na primer oznojimo zvečer kot zjutraj, zjutraj pa nas hitreje zazebe. Učinek, ki ga ima klima na posameznika pa ni odvisen le od klime, ampak je posledica kompenzacije organizma. Pomembno pa je tudi trajanje klimatskega dražljaja. Pri zdravljenju s klimatsko terapijo je optimalni učinek dosežen le, če traja od štiri do šest tednov. 
Primer zdravljenja s spremembo klime je helioterapija. To je terapija, ki se uporablja za zdravljenje kožnih bolezni, na primer luskavice. UV-B svetloba izboljša luskavico in pospeši sintezo vitamina D (pomemben je za trdnost kosti, ščiti pred rakom in sladkorno boleznijo in srčnim infarktom).  Uporablja se tudi za zdravljenje depresije, ker sonce dobro vpliva na počutje, ter za razne kožne bolezni (npr. Acne vulgaris).

### Učinek bioloških ritmov
Zadnja desetletja se veliko študij preiskovalo človekov notranji ritem. Zanimiv je bil poskus, pri katerem so prostovoljci preživeli od tri do šest tednov v poskusnih prostorih, kjer so bili popolnoma odrezani od zunanjega sveta, brez ure ali radia. Rezultati so pokazali, da so osebe kmalu izgubile časovno orientacijo – spat so hodili vedno kasneje in se pozno tudi vstajali. Tudi ritem telesnih funkcij, ki niso pod vplivom človeške volje se je spremenil in se podaljšal iz 24 na 25 ur. Raziskave so pokazale, da notranja ura človeka ni zanesljiva. 
Meteorologija daje velik pomen spreminjanju posameznih vremenskih elementov ter učinkom okolja na telesne funkcije: 
- Svetlobni dejavniki – so povezani s soncem in so odvisni od gibanja sonca.
- Toplotna dejavnika – sta temperatura in vlažnost zraka. Učinek dnevnega ritma zadržijo zemeljska tla, zato je zamaknjen za približno 2 uri.
- Zračno –kemijski dejavniki – posamezni elementi imajo zelo različne dnevne ritme. Količina padavin in količina onesnaženja v zraku predstavljata krivuljo z dvema konicama, prvi ob 7. uri, drugo pa ob 19. (z vlago sta si v obratnem sorazmerju, saj je le ta odvisna le od temperature.
- Pojavi brez ritmičnega spreminjanja – prehodi front in neviht.

Vsi našteti dejavniki pa imajo poleg dnevnega tudi letni ritem. Dolžina dneva je odvisna od naklona zemeljske osi glede na Sonce.

## Odzivi človeškega organizma na vremenske dražljaje
Človeško telo zaznava dražljaje iz okolja ter se skuša spremembam čim bolj prilagoditi. Zdrav organizem se glede na konstitucijski tip in glede na trenutno stanje odziva različno. V ekstremnih razmerah pa se organizem odloči za eno od možnosti. Primer tega je povezava med krvnim tlakom in temperaturo krvi. Za oba je pomembna regulacija v kožnih kapilarah. Če so temperature visoke, regulacija temperature povzroči razširitev kapilar v koži. Za vzdrževanje nespremenjenega tlaka v krvi pa bi se morale krvne žilice v podkožju spet zožiti. Prevlada pomembnejši mehanizem; v tem primeru bi se bolj regulirala temperatura, krvni tlak pa bi se znižal. Če pa organizem ni zdrav, lahko že manjši vremenski dražljaji povzročijo težave pri regulaciji temperature.

### Kako človeški organizem zaznava vremenske dražljaje?
Vremenski stres se pojavlja v naslednjih oblikah:
- Motnje normalnih fizioloških funkcij: sem spadajo nihanje krvnega tlaka, spremembe prekrvavitve kože in večina vegetativnih stanj.
- Lokalizirane bolečine: sem spadajo revmatične težave. Pri nekaterih pa se pojavljajo bolečine v gibalih (kosti, mišice, sklepi) ali v brazgotinah, povečana občutljivost po poškodbah in zlomih.
- Motnje v regulaciji živčevja: sem spadajo vznemirjenost, utrujenost, tesnoba, depresivnost, motne spanja, slabost, pa tudi glavoboli in migrene z omotico.
- Zdravstvene težave[4]

### Fiziološki centri za zaznavanje dražljajev
Najpomembnejši center je v možganih, najverjetneje v hipotalamusu – tam je tudi center za regulacijo telesne toplote. Drugi pomembni centri  za zaznavanje vremenskih dražljajev so:
- koža

- V koži zaznavamo toplotne spremembe, ki jih koža izravnava s širjenjem oz. oženjem žil ali s potenjem.
- V koži je tudi center za zaznavanje UV sevanja, kar povzroči oksidacijo melanina, poveča tvorbo vitamina D in histamina, poveča presnovo beljakovin ...

- dihala

- Temperatura in vlažnost zraka delujeta na sluznico. Suh zrak suši sluznico in krni aktivnost migetalk, zmanjša se proizvodnja sluzi in protiteles, zmanjšuje tudi prekrvavitev. Hladen zrak pa zmanjšuje prepustnost membran in krči kapilare.
- Ionizacija – presežek negativnih ionov poveča tvorbo sluzi.
- Kislost ozračja – zrak ima po navadi pH med 5,5 in 6,5. Previsok oz. prenizek pH povzroči dihalne težave.
- Zmanjšanje delnega tlaka kisika- povečuje dejavnost srca in ventilacijo v pljučih, povečuje tvorbo hemoglobina in prekrvavitev periferije se poveča – se pa tudi izboljša toplotno uravnavanje in delovanje avtonomnega živčevja.

- oči

- Močni svetlobni dražljaji lahko povzročijo vnetje očesne veznice
- Utripanje svetlobe lahko pri epileptiku sproži napad
- Odsotnost svetlobe vpliva na delovanje žlez in na presnovo.

## Bolezni s stališča biovremena

### Glavobol in migrene
V sodobnem svetu je glavobol ena najpogostejših zdravstvenih težav. Po nekaterih podatkih več kot 5 % prebivalstva potrebuje zdravniško pomoč zaradi kroničnih glavobolov, gotovo pa je še več takih, ki se zdravijo sami.
Glavobol lahko povzročijo notranji ali zunanji dejavniki. Eden izmed zunanjih vzrokov je tudi vremensko dogajanje. Vpliv vremena na glavobol pa je ravno zaradi velikega števila in kompleksnosti dejavnikov težko preučevati. Poleg tega pa glavobol sam po sebi ni bolezen in je kot simptom lahko posledica najrazličnejših bolezenskih stanj, zato ga moramo pri proučevanju natančno opredeliti. 
V nasprotju z glavobolom pa migrena velja za bolezen. Za njo je značilno, da se začne z napadom, se pogosto ponavlja, glavobol se večinoma pojavlja na eni strani glave, spremljajo ga lahko motnje v delovanju želodca, bruhanje, motnje čutil in ožilja. Vse to so simptomi vzburjenega simpatičnega živčevja.
Medicinsko dokazano je, da se nekatere vrste migrene pojavljajo ob značilnih vremenskih situacijah. Zato ni presenetljivo, da veliko ljudi z migreno meni, da so vremensko občutljivi. Vremenske spremembe delujejo neposredno na vegetativno živčevje, ki tega dražljaja pogosto ne more več kompenzirati, zato pride do bolezenske reakcije (migrene).
Študija Aloisa Machaleka iz nevrološke ambulante na Dunaju je na vzorcu 1000 bolnikov celo pokazala, da so tisti z migreno pogosteje vremensko občutljivi od ostalih pacientov.
Za sprožilce migrenskih napadov veljajo poleg nekaterih živil in psihičnih obremenitev tudi prehodi vremenskih front in s tem povezane spremembe zračnega tlaka in fen. Posebno velik vpliv imajo spremembe zračnega tlaka. Čeprav se izsledki različnih raziskav med sabo lahko razlikujejo, jih večina navaja, da je pogostnost migrenskih napadov v dneh z nizkim zračnim tlakom manjša. Nasprotno pa se pogostnost glavobolov veča z intenzivnostjo nihanja zračnega tlaka. Glavoboli so pogosti tudi ob relativno suhem zraku in kadar naraščata hkrati vlažnost in temperatura. Pogostnost glavobolov pa povezujejo tudi z okluzijo (združitev tople in hladne fronte), ki prinaša oblačno in deževno vreme.
Potek migrenskega napada je povezan najprej z oženjem možganskih arterij in posledično pomanjkanjem kisika, kar povzroči razdraženost in bolečino. Pozneje se arterije razširijo, kar ponovno povzroči bolečino.
Bolniki si težave lajšajo z zdravili (predvsem analgetiki), masažo, toplimi obkladki, akupunkturo, lasersko terapijo (obsevanje z infrardečo svetlobo, ki zvišuje bolnikov prag bolečine), kožno električno stimulacijo živčevja (blokada živcev, ki prevajajo bolečinske dražljaje) …

### Bolezni srca in ožilja ter  krvni tlak
Človeško telo se na zunanje dražljaje, med drugim tudi vremenske, prilagaja z značilnim fiziološkim odzivom. 
Kadar se temperatura nenadno zviša, se krvne žile razširijo in krvni tlak se zniža. To povzroči utrujenost, lahko pa tudi omedlevico. Tak odziv organizma povezujemo s ciklonskim vremenom in fenom.
Nasprotno pa nizke temperature povzročajo zoženje žil, kar omeji krvni pretok in preskrbo tkiv s kisikom, torej tudi srca, kar lahko privede do srčnega napada. 
Sprememba zračnega tlaka pa vpliva na oksigenacijo krvi. Nizek zračni tlak ima tako za posledico hitrejše bitje srca in višji krvni tlak.
Za srčno-žilne bolnike je najbolj obremenjujoče hkratno zvišanje temperature in vlažnosti zraka, ker pride do višje obremenitve srčne mišice. Ta je povezana s spremembami v prekrvavitvi kože zaradi uravnavanja telesne temperature.
Zaradi zgoraj naštetih dejstev, bolniki z boleznimi srca in ožilja trpijo predvsem ob južnem tipu vremena in toplem zahodnem vremenskem tipu.
Vremenske spremembe pa lahko delujejo tudi blažilno. Težave so tako blažje pri severnem tipu vremena in spuščanju zračnega tlaka.
Tople fronte lahko obremenilno vplivajo na bolezni srca in ožilja, pri hladnih frontah pa lahko pride do kriz možganskega in srčnega ožilja. Klinično se to kaže kot razdražljivost, napetost, nespečnost, glavobol, razbijanje srce, pospešen pulz, neredni srčni utrip … Temu lahko sledijo tudi težja obolenja oz. simptomi: stenokardija (angina pektoris), infarkt, možganska kap, pljučni edem (nakopičenje tekočine v medceličnih prostorih v pljučih) … Tudi statistične analize kažejo, da je največ srčni napadov v ekstremno vročih poletnih dneh in v mrzlih dneh, posebej če so bolniki takrat zunaj telesno aktivni.
Vplivi vremenskega dogajanja na srce in ožilje so odvisni tudi od letnega časa. Bolniki so poleti ob slabem vremenu (poletno hladno in vlažno vreme), manj ogroženi kot v drugih letnih časih. Sončno in lepo vreme sicer deluje pozitivno, toda huda vročina je lahko kot že omenjeno zelo obremenilna. Ravno tako imajo težave ob vremenskih spremembah pozno pozimi in zgodaj spomladi. Podobno vpliva tudi prehod hladne fronte med jesenskim prilagajanjem na zimo. Ob takem prehodnem vremenu (vreme z malo dražljaji) beležijo tudi povečano število infarktov. 
Na višjih nadmorskih višinah pa je infarkt ravno obratno pogostejši med vremenskimi tipi z močnimi dražljaji. To lahko pri slabotnih dopustnikih povzroči infarkt, če se iz nižine povzpnejo v sredogorje ravno takrat, ko se vroče vreme ob visokem zračnem tlaku spremeni v hladno vreme z advekcijo.
Vpliv na krvni tlak imajo tudi letni časi. Pozimi naj bi bil naš krvni tlak v povprečju višji, poleti pa nižji. Zato ker naj bi nižje temperature vplivale na zožitev žil in s tem povečale pritisk.
Omeniti je potrebno tudi onesnaženost zraka, ki je povezana z določenimi vremenskimi razmerami in ravno tako deluje obremenilno. Eden od primerov je toplotni obrat z meglo in povišano koncentracijo škodljivih snovi v zraku.

### Težave z želodcem in črevesjem
Vremenske razmere s toplim in vlažnim zrakom so povezane z nastankom težav v želodcu in črevesju. Življenjsko usodne komplikacije ob perforaciji želodca ali črevesja kažejo povezanost z vremenom.
Lahko se pojavijo ob hladni fronti, ciklonskem vremenu, topli fronti, okluziji in advekciji.
Starejši bolniki se odzivajo bolj kot mladi.
Vreme vpliva tudi na presnovo oz. metabolizem. Krvni sladkor naj bi se ob dotekanju vlažnega in toplega zraka nižal, toleranca za glukozo naj bi se ob prilagoditvi na mrzlo okolje povečala. Saj se reakcije v jetrih v mrzlem okolju nekoliko spremenijo.
Koncentracija sestavin urina v krvi se ob ohlajanju manjša, koncentracija natrija raste z naraščanjem temperature okolja in upada z nižanjem temperature. Za kalij pa niso našli jasne povezave s temperature, obstaja pa povezava z načinom prehranjevanja. Razmerje kalcija in magnezija v krvi naj bi se zmanjšalo ob advekciji polarnega zraka.
Poskusi na živalih so tudi pokazali da se izločanje dušika in fosfatov povečalo ob prehodu hladne fronte.
Za bolnike s sladkorno boleznijo naj bi bile neugodne te vremenske razmere: hiter zaporedni prehod tople in hladne fronte, advekcija, prodor hladnega zraka.

### Bolezni dihal
V povezavi z vremenom, vzroke za bolezni dihal najpogosteje pripisujemo dvigu temperature in vlage, vplivu zahodnega tipa vremena, advekciji, prehodu ustaljenega vremena v vlažno in hladno vreme ter vlažnemu, toplemu, soparnemu zraku. Pri boleznih ima pomembno vlogo tudi onesnaženost zraka. Velikega pomena so tudi biofizikalna dogajanja v ozračju, kot so npr. mehanični učinki močnega vetra, elektrostatična polja, hitra nihanja zračnega pritiska, elektromagnetna impulzivna sevanja, termodinamska vremenska dogajanja in stanja zaradi planetarne cirkulacije in vpliva orografije.
V obdobjih, ko prevladuje suh zrak, to  je pozno jeseni in pozimi, je umrljivost zaradi bolezni dihal največja. Zaradi onesnaženosti zraka je najpogosteje največ bolezni dihal in kašlja ob času severovzhodnega tipa vremena, v času inverzije in megle, ob visokih koncentracijah žveplovega dioksida, prahu in dima ali ob visokem zračnem tlaku.

#### Astma
Astma je bolezen dihal, pri kateri so bronhiji stalno vneti in vplivajo na prehod zraka v pljuča in s tem otežijo dihanje. Če v stik z vnetimi bronhiji pridejo alergeni ali zgolj iritatorji, se bronhiji zaradi prekomerne reakcije še bolj zožijo, stisnejo in otežijo dihanje, kar lahko privede do astmatičnega napada. Po navadi so iritatorji snovi, ki so za večino ljudi neškodljive, najpogostejši so alergeni: prah, cvetni prah, mačke, ali pa na primer dim. Pri nekaterih ljudeh pa lahko spremembe vremena sprožijo astmatični napad, take spremembe so: vroče in vlažno vreme, mraz, hitre spremembe temperatur, vlage ali pritiska, močni vetrovi in nevihte. Vremenski pogoji lahko tudi vplivajo na pojav alergenov ali iritatorjev: na primer v vročih in vetrovnih dnevih je več cvetnega prahu, saj ga veter prenaša skozi zrak. Zaradi spreminjanja ozračja (klimatske spremembe) se je povečalo število astmatikov – klimatske spremembe so namreč povzročile večje onesnaženje zraka, hitrejšo rast rastlin, več cvetnega prahu v zraku... 

### Nevrofiziološke funkcije
Najpomembnejše nevrofiziološke funkcije na katere vpliva vreme so reakcijski in refleksni čas, spanje in psihične spremembe.
Reakcijski čas - na njegovo podaljšanje vpliva aperiodično vremensko dogajanje, na skrajšanje pa preiodično, prav tako je reakcijski čas ob toplem vlažnem zraku daljši (ciklonsko vreme, topla in hladna fronta), medtem ko je krajši ob času anticiklona in spuščanja zraka
Refleksni čas - v toplem in vlažnem zraku je refleksni čas daljši
Spanje - na dolžino in trdnost spanca močno vpliva turbulenca ob hladni fronti ter okluziji, v turbulentnem ozračju je namreč spanje krajše in moteno, potrebo po spanju povečuje oblačno deževno vreme, medtem ko se ta zmanjša pred poslabšanjem vremena ter ob prihajajočem lepem vremenu (spanec je takrat rahel); razlogi za moten spanec naj bi bili topla in hladna fronta, okluzija, ciklonski tip vremena ter advekcija subtropskega zraka; globok spanec pa je posledica umiritve vremena ob prehodu v hladno zračno gmoto
Psihične spremembe - vplive na človekovo duševnost lahko označujemo kot razdražljivost, na katero vpliva predvsem advekcija vzhodnega tipa vremena ali pa fen

## Načini zdravljenja vremenske občutljivosti
Znanih je več možnosti zdravljenja posledic vremenske občutljivosti. Opredelimo jih lahko kot zdravljenja v terapevtskih centrih in zdravljenja doma. Prvo obsega najrazličnejše načine, kot so fizikalna terapija, med katero prištevamo razne masaže in gimnastike, hidroterapije ter balneoterapije, kamor sodijo žveplene in zeliščne kopeli ter kopeli s CO2. Možne so tudi klinično-psihološke terapevtske metode, vedenjske terapije in helioterapije ter različne kure. Pri zdravljenju na domu pa so ključnega pomena številna zdravilna zelišča in minerali, ki lajšajo težave in občutljivost.  Med njimi velja omeniti : Ca, K, P, Na, Mg, Fe, Cu, Se in pa zelišča, kot so arnika, baldrijan, koprive, slez, šipek, bezeg, smrekovi vršički, šentjanževka, kolmež, kamilice, kumina,  slezenovec, poprova meta, ognjič, rožmarin, žajbelj, trpotec, glog, vrbovec,  timijan, melisa, regrat, rman…To dosežemo predvsem z zdravo, uravnoteženo prehrano ki naj bi vsebovala zadostne količine prej omenjenih snovi.